# Palatul Telefoanelor w Klużu-Napoce
Palatul Telefoanelor w Klużu-Napoce – budynek dawnej centrali telefonicznej zlokalizowany w rumuńskim mieście Kluż-Napoca przy Strada Octavian Petrovici 2.
Budynek został zaprojektowany przez architekta Vasile Mitrea w 1968 w stylu architektonicznym, który dominował w Rumunii w latach 60. i 70. XX wieku. Uważany jest za jeden z reprezentacyjnych budynków architektury drugiej połowy XX wieku w Rumunii. Jesienią 2018 wpisany do rejestru zabytków.
Obiekt wzniesiono jako centralę telefoniczną. Jest podpiwniczony i ma pięć kondygnacji. W pierwszej fazie (1967-1969) istniała tylko konstrukcja trzypiętrowa, z elewacją wykonaną z geometrycznych profili betonowych. W 1974 ukończono czwarte piętro z charakterystycznymi, pionowymi profilami żelbetowymi.
W 2016 Telekom Romania zlecił modernizację obiektu, którą przeprowadzono bez naruszania wyglądu zewnętrznego budynku.